# وضاح شبلي
وضاح شبلي (10 يونيو 1973- 24ديسمبر 2016)، هو مغن وفنان سوري مواليد مدينة حلب شمال سوريا، نشأ وضاح على اللون العاطفي الكلاسيكي في الموسيقى العربية، متأثرا بعبدالحليم حافظ ووردة الجزائرية وصباح فخري، تعلم القدود الحلبية على يد كبار الفنانيين السوريين كالراحل عبد القادر حجار، بدأ مشواره الفني على خشبة مسرح جامعة حلب، كما شارك في برنامج نجوم الطرب في حلب، وشارك في مهرجان الأغنية السورية وحصل على جائزة الأورنينا الذهبية لأفضل أغنية عام 1997، أول أغانيه الخاصة حملت عنوان «الشهيد». شارك في مسلسلين بثا على التلفزيون السوري وهما حي المزار والعرس الحلبي. توفي وضاح شبلي إثر أزمة قلبية في مشفى المواساة بدمشق عن عمر 43 عاما وقد شيع جثمانه في مدينة حلب مسقط رأسه.

## بدايته
بداياته الفنية كانت على مدارج مسرح جامعة حلب بدور في مسرحية لرفقة أسرة المهندسين المتحدين بإدارة الفنان القدير همام حوت. ومن ثم واصل وضاح في إحياء الحفلات على خشبة جامعة حلب على مدى 5 أعوام ما بين 1991 و 1996، وفي عام 1996، شارك في برنامج نجوم الطرب في حلب، وكان آنذاك أصغر المطربين المشاركين. كما شارك في مهرجان الأغنية السورية لخمس دورات متتالية وحصل على جائزة الأورنينا الذهبية لأفضل أغنية عام 1997. كما لوضاح عدة مشاركات في حفلات مختلفة منها مهرجان المحبة والسلام، ومهرجان بصرى، ومهرجان القلعة والوادي، ومهرجان صور في بيروت، إضافة لمشاركاته في حفلات التلفزيون اللبناني. وبعد عدة أعوام، واصل تقديم أغاني عمالقة الطرب السوريين والعرب، قدم أول أغانيه الخاصة تحت عنوان «الشهيد»، ثم أغنية «التبولة»، «أول ما شفتك»، «بحبك تبقالي»، «هيك تجوزنا» وأخيرا أغنية «خاي». كما صور على طريقة الفيديو كليب أغنية «بحبك تبقالي»، حيث لاقت الأغنية نجاحا. وله مشاركتان في مسلسلين بثا في التلفزيون السوري هما: «حي المزار» و«العرس الحلبي».

## مهرجانات شارك فيها
- مهرجان الأغنية السورية.
- مهرجان بصرى.
- مهرجان القلعة والوادي.
- مهرجان صور في بيروت.
- مهرجان المحبة والسلام.

## أعماله

### أغانيه
- الشهيد
- التبولة
- أول ما شفتك
- بحبك تبقالي
- هيك تجوزنا
- خاي

### مسلسلات
- حي المزار
- العرس الحلبي

## وفاته
توفي في مدينة دمشق إثر تعرضه لنوبةٍ قلبيةٍ مفاجئة عن عمر ناهز 43 عامًا.